# Lijst van Stolpersteine in De Bilt

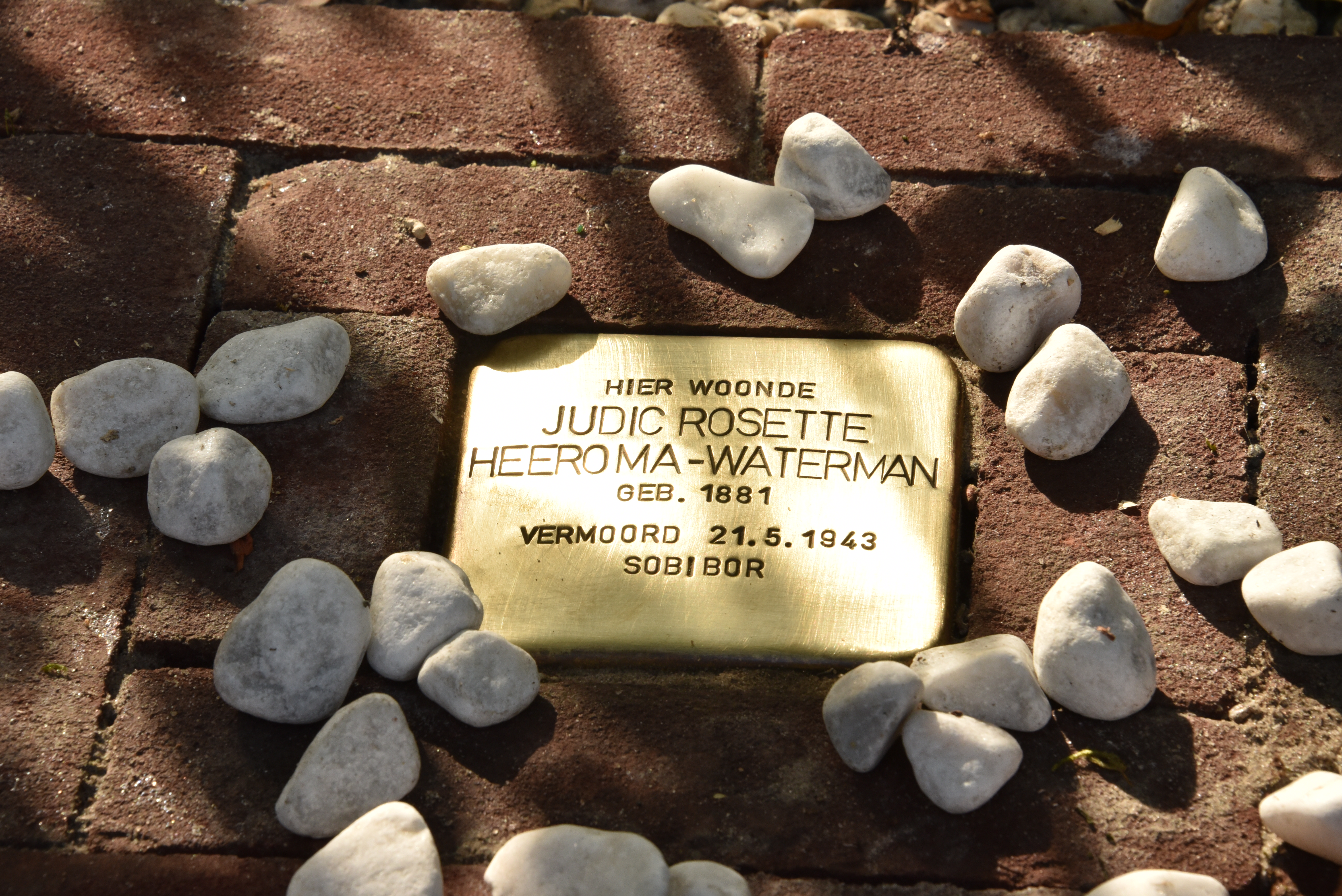
Stolperstein voor Judic Rosette Heeroma-Waterman in De Bilt

De lijst van Stolpersteine in De Bilt geeft een overzicht van de gedenkstenen die in de gemeente De Bilt in de Nederlandse provincie Utrecht zijn geplaatst in het kader van het Stolpersteine-project van de Duitse beeldhouwer-kunstenaar Gunter Demnig.
Stolpersteine zijn opgedragen aan slachtoffers van het nationaalsocialisme, al diegenen die zijn vervolgd, gedeporteerd, vermoord, gedwongen te emigreren of tot zelfmoord gedreven door het nazi-regime. Demnig legt voor elk slachtoffer een aparte steen, meestal voor de laatste zelfgekozen woning.
Omdat het Stolpersteine-project doorloopt, kan deze lijst onvolledig zijn.

## Stolpersteine
In de gemeente De Bilt liggen 97 Stolpersteine: 53 in Bilthoven, elf in De Bilt, twee in Hollandsche Rading en eenendertig in Westbroek.

### Bilthoven
In Bilthoven liggen 53 Stolpersteine op negentien adressen.
| Afbeelding | Inscriptie | Adres               | Herdachte persoon                                        |
| ---------- | --- | ------------------- | -------------------------------------------------------- |
|            | HIER WOONDE JACQUES ABAS GEB. 1892 GEDEPORTEERD 1944 UIT WESTERBORK VERMOORD 10.10.1944 AUSCHWITZ                                            | Goyenlaan 16        | Jacques Abas (1892-1944)                                 |
|            | HIER WOONDE ESTHER EMMA ARON-ZUCKERMANN GEB. 1863 VERMOORD 26.3.1943 SOBIBOR                                                                 | Overboslaan 50      | Esther Emma Aron-Zuckermann (1863-1943)                  |
|            | HIER WOONDE SIMON BARENTZ GEB. 1888 VERMOORD 26.10.1942 AUSCHWITZ                                                                            | Laurillardlaan 29   | Simon Barentz (1888-1942)                                |
|            | HIER WOONDE JOHANNA ROSETTE COHEN GEB. 1932 VERMOORD 27.8.1943 AUSCHWITZ                                                                     | Hasebroeklaan 13    | Johanna Rosette Cohen (1932-1943)                        |
|            | HIER WOONDE SIGFRIED MATTHIJS COHEN GEB. 1892 VERMOORD 27.8.1943 AUSCHWITZ                                                                   | Hasebroeklaan 13    | Sigfried Matthijs Cohen (1892-1943)                      |
|            | HIER WOONDE ELISABETH M. H. COHEN-WIJSENBEEK GEB. 1894 VERMOORD 27.8.1943 AUSCHWITZ                                                          | Hasebroeklaan 13    | Elisabeth Minette Henriette Cohen-Wijsenbeek (1894-1943) |
|            | HIER WOONDE CLARA ELLEN DAVIDSON GEB. 1910 GEARRESTEERD 7.9.1943 VERMOORD 22.10.1943 AUSCHWITZ                                               | Parklaan 65         | Clara Ellen Davidson (1910-1943)                         |
|            | HIER WOONDE ELSA DAVIDSON GEB. 1916 GEARRESTEERD 7.9.1943 VERMOORD 22.10.1943 AUSCHWITZ                                                      | Parklaan 65         | Elsa Davidson (1916-1943)                                |
|            | HIER WOONDE SALOMON GOUDSMIT GEB. 1891 GEVLUCHT FRANKRIJK GEDEPORTEERD UIT ANGERS VERMOORD 23.9.1942 AUSCHWITZ                               | Van Ostadelaan 6    | Salomon Goudsmit (1891-1942)                             |
|            | HIER WOONDE VROUWTJE GOUDSMIT GEB. 1922 GEVLUCHT FRANKRIJK GEDEPORTEERD UIT ANGERS VERMOORD 5.10.1942 AUSCHWITZ                              | Van Ostadelaan 6    | Vrouwtje Goudsmit (1922-1942)                            |
|            | HIER WOONDE FANNY GOUDSMIT- SPRITZER GEB. 1901 GEVLUCHT FRANKRIJK GEDEPORTEERD UIT ANGERS VERMOORD 24.10.1942 AUSCHWITZ                      | Van Ostadelaan 6    | Fanny Goudsmit-Spritzer (1901-1942)                      |
|            | HIER WOONDE JUDIC ROSETTE HEEROMA-WATERMAN GEB. 1881 VERMOORD 21.5.1943 SOBIBOR                                                              | Paulus Potterlaan 7 | Judic Rosette Heeroma-Waterman (1881-1943)               |
|            | HIER WOONDE JOSEF FRANZ HUPKA GEB. 1875 GEVLUCHT 1939 UIT OOSTENRIJK VERMOORD 23.4.1944 THERESIENSTADT                                       | Palestrinalaan 12   | Josef Franz Hupka (1875-1944)                            |
|            | HIER WOONDE HERMINE HUPKA-BRÜLL GEB. 1888 GEVLUCHT 1939 UIT OOSTENRIJK VERMOORD 11.10.1944 THERESIENSTADT                                    | Palestrinalaan 12   | Hermine Hupka-Brüll (1888-1944)                          |
|            | HIER WOONDE OTTO KARPOWITZ GEB. 1886 GEVLUCHT 1939 UIT DUITSLAND GEARRESTEERD GEÏNTERNEERD 1942 BERLIJN GEDEPORTEERD VERMOORD 1944 AUSCHWITZ | Julianalaan 112     | Otto Karpowitz (1886-1944)                               |
|            | HIER WOONDE OTTO MAAS GEB. 1877 GEVLUCHT 1937 UIT DUITSLAND VERMOORD 14.5.1943 SOBIBOR                                                       | Gerard Doulaan 21   | Michael Otto Maas (1877-1943)                            |
|            | HIER WOONDE SELMA MAAS-NATHAN GEB. 1888 GEVLUCHT 1937 UIT DUITSLAND VERMOORD 14.5.1943 SOBIBOR                                               | Gerard Doulaan 21   | Selma Maas-Nathan (1888-1943)                            |
|            | HIER WOONDE FRIEDRICH NOTHMANN GEB. 1887 GEVLUCHT 1939 UIT DUITSLAND VERMOORD 18.10.1944 AUSCHWITZ                                           | Da Costalaan 30     | Friedrich Nothmann (1887-1944)                           |
|            | HIER WOONDE GEORG A.L. NOTHMANN GEB. 1932 GEVLUCHT 1939 UIT DUITSLAND VERMOORD 18.10.1944 AUSCHWITZ                                          | Da Costalaan 30     | Georg A. L. Nothmann (1932-1944)                         |
|            | HIER WOONDE KARL ANDREAS NOTHMANN GEB. 1926 GEVLUCHT 1939 UIT DUITSLAND VERMOORD 18.10.1944 AUSCHWITZ                                        | Da Costalaan 30     | Karl Andreas Nothmann (1926-1944)                        |
|            | HIER WOONDE GERTRUD NOTHMANN-BERNHARD GEB. 1897 GEVLUCHT 1939 UIT DUITSLAND VERMOORD 18.10.1944 AUSCHWITZ                                    | Da Costalaan 30     | Gertrud Nothmann-Bernhard (1897-1944)                    |
|            | HIER WOONDE JANSJE OSSEDRIJVER GEB. 1891 VERMOORD 30.4.1943 SOBIBOR                                                                          | Julianalaan 141     | Jansje Ossedrijver (1891-1943)                           |
|            | HIER WOONDE MARIANNA JEANNETTE REENS GEB. 1916 VERMOORD 31.7.1944 AUSCHWITZ                                                                  | Julianalaan 242     | Marianna Jeanette Reens (1916-1944)                      |
|            | HIER WOONDE ISIDOR VOS GEB. 1872 VERMOORD 14.5.1943 SOBIBOR                                                                                  | Rembrandtlaan 84    | Isidore Vos (1872-1943)                                  |
|            | HIER WOONDE IDA VOS-LEVY GEB. 1883 VERMOORD 14.5.1943 SOBIBOR                                                                                | Rembrandtlaan 84    | Ida Vos-Levy (1883-1943)                                 |

### De Bilt
In De Bilt liggen elf Stolpersteine op vier adressen.
| Afbeelding | Inscriptie | Adres              | Herdachte persoon                           |
| ---------- | --- | ------------------ | ------------------------------------------- |
|            | HIER WOONDE EVELIJN ESTHER DANZIGER GEB. 1934 VERMOORD 5.10.1942 AUSCHWITZ                                      | Hessenweg 220      | Evelijn Esther Danziger (1934-1942)         |
|            | HIER WOONDE HANS DANZIGER GEB. 1892 GEVLUCHT 1933 UIT DUITSLAND VERMOORD 28.2.1943 SCHOPPINITZ                  | Hessenweg 220      | Hans Danziger (1892-1943)                   |
|            | HIER WOONDE HARRY MORDECHAI DANZIGER GEB. 1936 VERMOORD 5.10.1942 AUSCHWITZ                                     | Hessenweg 220      | Harry Mordechai Danziger (1936-1942)        |
|            | HIER WOONDE ELSBETH DANZIGER- HERSCHKOWITSCH GEB. 1904 GEVLUCHT 1933 UIT DUITSLAND VERMOORD 5.10.1942 AUSCHWITZ | Hessenweg 220      | Elsbeth Danziger-Herschkowitsch (1904-1942) |
|            | HIER WOONDE JOHANNA DE HES-DRUKKER GEB. 1880 VERMOORD 19.2.1943 AUSCHWITZ                                       | Blauwkapelseweg 25 | Johanna De Hes-Drukker (1880-1943)          |
|            | HIER WOONDE HERMAN JAKOBS GEB. 1890 VERMOORD 2.4.1943 SOBIBOR                                                   | Torenstraat 12     | Herman Jakobs (1890-1943)                   |

### Hollandsche Rading
In Hollandsche Rading liggen twee Stolpersteine op een adres.
| Afbeelding | Inscriptie                                                               | Adres        | Herdachte persoon                   |
| ---------- | ------------------------------------------------------------------------ | ------------ | ----------------------------------- |
|            | HIER WOONDE FRANZ THEODOR FRIEDHEIM GEB. 1882 VERMOORD 30.4.1943 SOBIBOR | Spoorlaan 57 | Franz Theodor Friedheim (1882-1943) |
|            | HIER WOONDE JOHANNA FRIEDHEIM-MAASS GEB. 1891 VERMOORD 30.4.1943 SOBIBOR | Spoorlaan 57 | Johanna Friedheim-Maass (1891-1943) |

### Westbroek
In Westbroek liggen eenendertig Stolpersteine op zes adressen.
| Afbeelding | Inscriptie                                                                                          | Adres       | Herdachte persoon                   |
| ---------- | --------------------------------------------------------------------------------------------------- | ----------- | ----------------------------------- |
|            | HIER WOONDE JULIUS STERN GEB. 1876 GEVLUCHT 1937 UIT DUITSLAND VERMOORD 2-7-1943 SOBIBOR            | Kerkdijk 64 | Julius Stern (1876-1943)            |
|            | HIER WOONDE LUDWIG STERN GEB. 1906 GEVLUCHT 1936 UIT DUITSLAND VERMOORD 2-4-1943 SOBIBOR            | Kerkdijk 64 | Ludwig Stern (1906-1943)            |
|            | HIER WOONDE SIEGFRIED STERN GEB. 1905 GEVLUCHT 1936 UIT DUITSLAND VERMOORD 2-4-1943 SOBIBOR         | Kerkdijk 64 | Siegfried Stern (1905-1943)         |
|            | HIER WOONDE REGINA STERN-GOTTSCHALK GEB. 1912 GEVLUCHT 1939 UIT DUITSLAND VERMOORD 2-4-1943 SOBIBOR | Kerkdijk 64 | Regina Stern-Gottschalk (1912-1943) |
|            | HIER WOONDE ROSA STERN-LEOPOLD GEB. 1876 GEVLUCHT 1937 UIT DUITSLAND VERMOORD 24-9-1943 AUSCHWITZ   | Kerkdijk 64 | Rosa Stern-Leopold (1873-1943)      |

## Data van plaatsingen[42]
- 1 september 2021: Bilthoven, twaalf Stolpersteine op Hasebroeklaan 13, Julianalaan 141 en 242, Overboslaan 50, Paulus Potterlaan 7, Spoorlaan 57, Van Ostadelaan 6; De Bilt, twee Stolpersteine op Blauwkapelseweg 25, Torenstraat 12
- 26 november 2021: Bilthoven, veertien Stolpersteine op Da Costalaan 30, Gerard Doulaan 21, Julianalaan 112, Laurillardlaan 29, Palestrinalaan 12, Parklaan 65, Rembrandtlaan 84; De Bilt, vier Stolpersteine op Hessenweg 220
- 25 augustus 2022: Bilthoven, een Stolperstein op Professor Bronkhorstlaan 10
- 18 september 2022: Bilthoven, een Stolperstein op Van Goyenlaan 16
- 13 november 2022: Bilthoven, vijf Stolpersteine op Julianalaan 207
- 16 november 2022: Westbroek, eenendertig Stolpersteine op Dr. Welfferweg 4 en 15 en 40, Kerkdijk 64 en 112 en 140
- 22 april 2024: Bilthoven, veertien Stolpersteine op Leyenseweg 36, Mozartlaan 23, Soestdijkseweg Zuid 180; De Bilt, vijf Stolpersteine op Dr. Letteplein 4
- 5 mei 2024: Bilthoven, zes Stolpersteine op Overboslaan 40